# Ajaip Singh Matharu
Ajaip Singh Matharu (ur. 11 marca 1938 w Tuse) – ugandyjski hokeista na trawie pochodzenia hinduskiego, uczestnik Letnich Igrzysk Olimpijskich 1972.
Na igrzyskach w Monachium Singh Matharu reprezentował swój kraj w dwóch spotkaniach; były to mecze przeciwko ekipom Malezji (Uganda przegrała 1-3) i Meksyku (wygrana Ugandy 4-1). W klasyfikacji końcowej, jego drużyna zajęła przedostatnie 15. miejsce, wyprzedzając jedynie reprezentację Meksyku.